# Parachtes loboi
Parachtes loboi är en spindelart som beskrevs av Jiménez-Valverde, Barriga och Moreno 2006. Parachtes loboi ingår i släktet Parachtes och familjen ringögonspindlar.
Artens utbredningsområde är Spanien. Inga underarter finns listade i Catalogue of Life.